# Bakel en Milheeze
Bakel en Milheeze è un'ex municipalità dei Paesi Bassi situata nella provincia del Brabante Settentrionale. Soppressa il 1º gennaio 1997, il suo territorio è andato a costituire, insieme a quello della ex municipalità di Gemert, la municipalità di Gemert-Bakel.